# Aérodrome Kourou Arkenne
Ne doit pas être confondu avec Aérodrome de Kourou ou Aéroport de Tourou.
Z23L ou Kourou Arkenne (en arabe : مطار تومو) est un aérodrome militaire situé à la frontière entre la Libye et le Niger.

## Description
Kourou Arkenne a la particularité d’être situé à la frontière entre la Libye et le Niger, rappelant la situation de plusieurs aéroports entre les États-Unis et le Canada.
L’aérodrome se compose d’une piste unique en asphalte, souvent recouverte de sable en raison de sa localisation au cœur du désert du Sahara. La piste mesure environ 2 914 mètres (9 560 pieds) de long, une dimension comparable à celle des pistes d’aéroports classiques.
L’aérodrome ne dispose ni d’un code IATA ni d’un code OACI, bien que certains lui attribuent de manière non officielle le code HDBR. La dénomination la plus courante est le code NE-0002.
La route la plus proche est la route transfrontalière Libye-Niger, également appelée Route transafricaine de Tripoli ou encore Route frontalière Niger et Tchad - Sebha (Le poste frontière de Toumou se trouve au bout de cette route) . Des chemins relient l’aérodrome à cette route. Un réseau de petits sentiers semble également faire le tour de l’aérodrome, avec des pistes partant vers le nord et l’ouest.
À l’ouest de la piste, côté libyen, se trouve un ensemble de dix bâtiments, aujourd’hui en ruines. Les images satellite montrent que les toits de tous les bâtiments se sont effondrés, à l’exception d’un seul. Ces infrastructures auraient probablement servi au stockage de matières premières ou à l’accueil de troupes.

## Situation géographique
L’aérodrome est situé à la frontière entre le Sahara libyen et le Sahara nigérien, étant donc une Zone saharienne hyper-aride, dans la région historique du Fezzan. Il se trouve aujourd’hui dans le chabiyat (district) de Mourzouq, en Libye, tandis que, côté nigérien, la piste est localisée dans la région d’Agadez.
Peu d’aéroports et d’aérodromes sont présents dans cette région, et encore moins sont destinés à un usage civil.
| Aéroport de Ghat (Libye 474 Km)     | Aéroport Al-Wigh (Libye 165 Km) |                                   |
| Aéroport de Djanet (Algérie 494 Km) | Aérodrome Kourou Arkenne        | Aéroport de Koufra (Libye 959 Km) |
|                                     | Aérodrome Madama (Niger 100 Km) |                                   |

L’aérodrome est situé dans une zone très peu développée, avec les rares bâtiments environnants étant principalement à visé militaires. Les quelques villages qui l’entourent se trouvent à plusieurs centaines de kilomètres. Les sources d'eau sont rares, les quelques oasis sont également a plusieurs centaines de kilomètres.
Cependant, la région est caractérisée par plusieurs formations géologiques notables :
- Image de synthèse du massif du Tibesti vu depuis le sud.Massif du Tibesti (à l’ouest)
- Mont Emi Dafra[5] (à l’ouest)
- Tassili-N-Ajjer (à l'ouest)

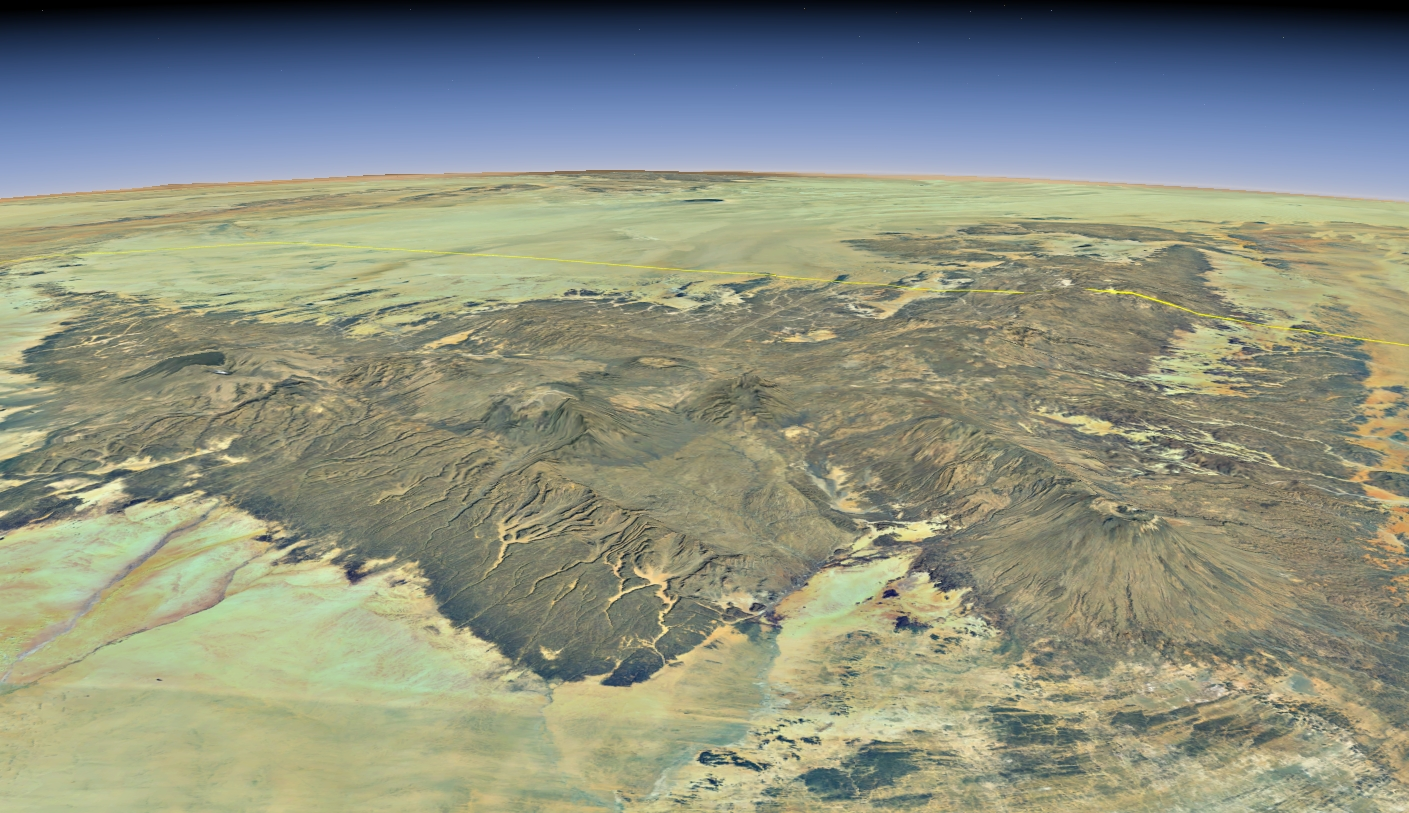
Image de synthèse du massif du Tibesti vu depuis le sud.

- Plateau du Manguéni (au sud-ouest)
- Mont Asqi Sonoso[6] (à l’est)
- Mont Toummo[7] (à l’est)
- Idehan Murzuk[8] (grand ensemble de sable au nord-ouest)

## Histoire
L’aérodrome a été construit en 1984 sous le régime de Mouammar Kadhafi. Il devait permettre d’affirmer la présence libyenne dans la région du Sahel, un axe stratégique dans la politique du dirigeant libyen. Son implantation rappelle la tactique utilisée par la Libye lors du conflit autour de la bande d’Aozou pour revendiquer ce territoire.
Après une dizaine d’années d’utilisation, l’aérodrome est abandonné au début des années 2000. Par la suite, des groupes armés et terroristes s’en emparent de manière intermittente pour en faire une base
En 2016, dans le cadre de l’opération Barkhane, les forces françaises et nigériennes délogent ces groupes et prennent le contrôle de l’aérodrome. Il est alors utilisé pour des missions dans des zones reculées, avant d’être à nouveau abandonné à l’approche de la fin officielle de l’opération en 2020.
Aujourd’hui, en raison du contexte de la deuxième guerre civile libyenne, les informations sur l’état actuel du site sont limitées. Son isolement extrême laisse penser qu’il pourrait être totalement abandonné, bien que la présence de pistes suggère une possible activité dans la zone.

## Sources
1. ↑  (en) Associated Press, « Airport with runway straddling the border of the US and Canada will close », sur CNN, 25 décembre 2024 (consulté le 3 avril 2025)
2. ↑  (en-US) « Kourou Arkenné Airfield | NE-0002 | Pilot info | Niger », sur Metar-Taf.com (consulté le 3 avril 2025)
3. ↑  (en-US) « 749th fly-in: Z23L/Kourou Arkenne, Niger (HDBR) », sur X-Plane.Org Forum, 14 mai 2019 (consulté le 3 avril 2025)
4. ↑  Encyclopædia Universalis, « FEZZAN », sur Encyclopædia Universalis, 29 janvier 2025 (consulté le 3 avril 2025)
5. ↑  (en) PeakVisor, « Mont Emi Dafra », sur PeakVisor (consulté le 3 avril 2025)
6. ↑  (en) PeakVisor, « Asqi Sonoso », sur PeakVisor (consulté le 3 avril 2025)
7. ↑  (en) PeakVisor, « Mont Toummo », sur PeakVisor (consulté le 3 avril 2025)
8. ↑  « Edhan (Idhan) Murzuq Sand Dunes: », sur www.temehu.com (consulté le 3 avril 2025)
9. ↑  « AFRICA REVIEW | CIA FOIA (foia.cia.gov) », sur www.cia.gov (consulté le 3 avril 2025)
10. ↑  « Libyan intervention in Chad opens pathway for Soviets », Christian Science Monitor,‎ 1980 (ISSN 0882-7729, lire en ligne, consulté le 3 avril 2025)
11. ↑  Laurent Lagneau, « La force Barkhane a évalué une piste d'aviation coupée par la frontière entre le Niger et la Libye », sur Zone Militaire, 18 juillet 2016 (consulté le 3 avril 2025)